# Młody Indiana Jones: Bohaterowie pustyni
Młody Indiana Jones: Bohaterowie pustyni (ang. The Adventures of Young Indiana Jones: Daredevils of the Desert) – amerykański film przygodowy z 1999 roku w reżyserii Simona Wincera będący piętnastą częścią Wielkiej Księgi Przygód Indiany Jonesa. Jest rozszerzoną wersją niewyemitowanego odcinka serialu Kroniki młodego Indiany Jonesa - „Palestine, October 1917". Został wyprodukowany przez studia Lucasfilm i Paramount Pictures. Kontynuacją tego filmu jest obraz Młody Indiana Jones: Wiek niewinności.

## Obsada
- Sean Patrick Flanery – Indiana Jones
- Catherine Zeta-Jones – Maya
- Julian Firth – Richard Meinertzhagen
- Cameron Daddo – Jack Anders
- Douglas Henshall – T.E. Lawrence
- Haluk Bilginer – Col. Ismet Bey
- Daniel Craig – Schiller
- Kerem Atabeyoglu – Rashid
- Colin Baker – Maj. Gen. Harry George Chauvel
- Tony Bonner – Podpułkownik M.W.J. Bouchier
- Terrence Hardiman – Fitzgerald
- Stuart Bennett – Kevin
- Todd Boyce – Dex
- Bernard Brown – Gen. Hodgson
- Vincenzo Nicoli – Kazim

## Fabuła
„Rozdział 15 Wielkiej Księgi Przygód Indiany Jonesa: życie całego regimentu i sukces w pustynnej wojnie spoczywa na barkach Indiany Jonesa. Indy otrzymuje rozkaz wsparcia brytyjskiego ataku na starożytne pustynne miasto Beersheba i w towarzystwie pięknej kobiety-szpiega wyrusza wypełnić powierzone mu zadanie. Dzięki jego błyskotliwej inteligencji i porywającemu tańcowi brzucha jego partnerki, odważny duet nie tylko przenika do miasta, ale i dociera do ładunków wybuchowych umieszczonych przez Turków w studni, z której mieszkańcy czerpią życiodajną wodę. W decydującej chwili australijski pułk szwoleżerów otrzymuje rozkaz szarży. Od jej powodzenia zależeć będzie sukces Indy’ego.” .